# Московский международный кинофестиваль 2004
XXVI Московский международный кинофестиваль проходил с 18 по 27 июня 2004 года.

## Жюри

### Основной конкурс
- Алан Паркер, режиссёр (Великобритания, председатель)
- Ежи Штур, актёр, режиссёр (Польша)
- Борис Акунин, литератор (Россия)
- Армен Медведев, киновед, продюсер (Россия)
- Барбара Зукова, актриса (Германия)
- Юмбер Бальсан[англ.], продюсер (Франция)

### Конкурс «Перспективы»
- Алексей Учитель, режиссёр, продюсер (Россия, председатель)
- Диана Думбрава[англ.], актриса (Румыния)
- Стефан Лаудин[пол.], директор Варшавского кинофестиваля (Польша)

## Конкурс

### Фильмы-участники основного конкурса
- «Ангулимала», Сутапе Туннирут (Таиланд)
- «Биография Бена», Дан Волман (Израиль)
- «Богиня милосердия», Анн Хуэй (Китай)
- «Бунт свиней», Яак Кильми[англ.] и Рене Рейнумяги (Эстония)
- «Время жатвы», Марина Разбежкина (Россия)
- «Детали (фильм)«Детали», Кристиан Петри (Швеция)
- «Иная лояльность», Марек Каневска (США — Великобритания)
- «Кожа земли», Мануэль Фернандес (Испания)
- «Лето Ольги», Нина Гроссе (Германия)
- «Национальная бомба», Вагиф Мустафаев (Азербайджан — Россия)
- «ООО „Португалия“», Руй Герра (Португалия)
- «Папа», Владимир Машков (Россия)
- «Разговоры с мамой», Сантьяго Карлос Овес (Аргентина — Испания)
- «Свои», Дмитрий Месхиев (Россия)
- «Сначала поцелуй меня», Амброджио Ло Гуидиче (Италия)
- «Так мила», Ким Сухён (Республика Корея)
- «Тяжело и безнадёжно», Антонис Пападопулос (Греция)

## Награды фестиваля
- Главный приз «Золотой Георгий» за лучший фильм
«Свои», Дмитрий Месхиев
- Специальный приз жюри «Серебряный Георгий»
«Бунт свиней», Яак Кильми[англ.] и Рене Рейнумяги[англ.]
- Приз «Серебряный Георгий» за лучшую режиссёрскую работу
«Свои», Дмитрий Месхиев
- Приз «Серебряный Георгий» за лучшее исполнение мужской роли
Богдан Ступка («Свои»)
- Приз «Серебряный Георгий» за лучшее исполнение женской роли
Чина Зорилья («Разговоры с мамой»)
- Приз «Серебряный Георгий» за лучший фильм конкурса «Перспективы»
«Отель „Венера“», Хидета Такахата
- Приз «Серебряный Георгий» за вклад в мировой кинематограф
Эмир Кустурица (Сербия)
- Специальный приз «За покорение вершин актёрского мастерства и верность принципам школы К. С. Станиславского»
Мерил Стрип (США)
- Приз жюри российской кинокритики за лучший фильм основного конкурса
«Свои», Дмитрий Месхиев
- Приз зрительских симпатий лучшему фильму основного конкурса в соответствии с результатами опроса зрителей
«Папа», Владимир Машков
- Приз Федерации киноклубов России за лучший фильм основного конкурса
«Свои», Дмитрий Месхиев
- Приз за лучший фильм российской программы
«Мой сводный брат Франкенштейн», Валерий Тодоровский
- Премия ФИПРЕССИ
«Время жатвы», Марина Разбежкина
- Дипломы
«Время жатвы», Марина Разбежкина
«Нина», Хейтор Дхалия[англ.]